# Maxwell Caulfield

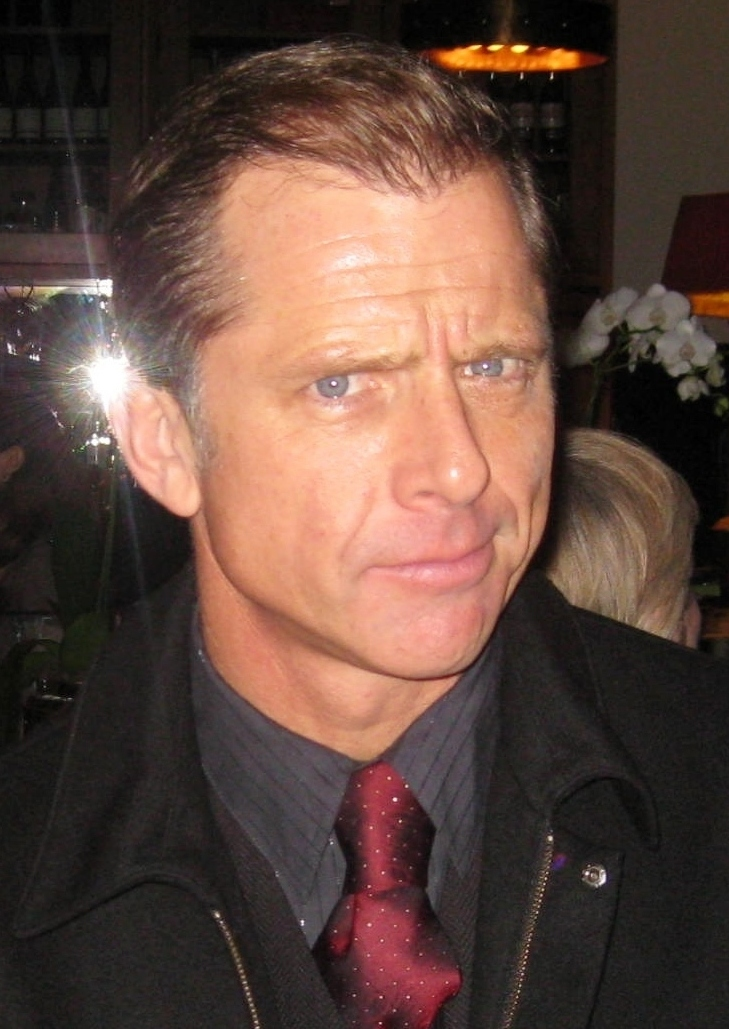
Maxwell Caulfield (2010)

Maxwell Caulfield (* 23. November 1959 in Glasgow, Schottland) ist ein britischer Schauspieler.

## Leben
Maxwells US-amerikanischer Stiefvater, ein Ausbilder von US-Marines in Parris Island, warf ihn aus dem Haus, als er 15 Jahre alt war. Er zog in die USA um, erhielt eine Green Card und fand Arbeit als Tänzer, bevor er in New York sein Bühnendebüt in der Titelrolle von Joe Ortons Entertaining Mr. Sloane gab.
Sein Broadway-Debüt hatte er in J. B. Priestleys An Inspector Calls neben Siân Phillips.
1982 erhielt er neben Michelle Pfeiffer die Hauptrolle im Filmmusical Grease 2. Der Film wurde zwar zu seiner Zeit kein Kassenschlager, hat aber seither so etwas wie Kultstatus erreicht und sowohl als Kaufvideo/-DVD und auch bei Fernsehausstrahlungen Erfolg gehabt. Am bekanntesten ist Caulfield sicher – neben Grease 2 – für seine Rolle als Miles Colby im Denver Clan-Ableger Das Imperium – Die Colbys. 
1984 trat er im Film Electric Dreams auf, 1997 in Echt Blond.
Er hatte auch einen Gastauftritt in der ersten Folge von Beverly Hills, 90210, als älterer Mann, der sich für Shannen Doherty interessiert, bis er herausfindet, wie jung sie ist. Im Film Empire Records (1995) spielte er Rex Manning, einen heruntergekommenen Rockstar. Im Jahr 2000 spielte er in zwei Folgen der dramatischen Agentenserie Nikita die Rolle des Helmut Volker, der an der weiblichen Titelfigur, gespielt von Peta Wilson, interessiert ist. 2006 wirkte er im Dokudrama The Big One – Das große Beben von San Francisco mit.
Mit 21 heiratete Caulfield 1980 seine Schauspielerkollegin Juliet Mills, die 18 Jahre älter ist als er, und wurde so der Stiefvater von deren Tochter, Melissa Miklenda. Caulfield und Mills leben in Santa Barbara, Kalifornien.

## Filmografie (Auswahl)

### Filme
- 1967: Accident – Zwischenfall in Oxford (Accident)
- 1982: Grease 2
- 1984: Electric Dreams
- 1985: Blind Rage/Blinder Hass (The Boys Next Door)
- 1986: Rebellen des Grauens (The Supernaturals)
- 1991: Denver – Die Entscheidung (Dynasty: The Reunion, Fernsehfilm)
- 1992: Spaceshift (Waxwork II: Lost in Time)
- 1993: Gettysburg
- 1995: Badlands (Oblivion 2: Backlash)
- 1995: Das Empire Team (Empire Records)
- 1996: Daredevil vs. Spider-Man – Duell der Mächte (Daredevil vs. Spider-Man), Stimme
- 1997: Agent Null Null Nix (The Man Who Knew Too Little)
- 1997: Echt Blond (The Real Blonde)
- 1999: Dazzle
- 2000: Der Tod lauert nebenan (The Perfect Tenant)
- 2004: Dragon Storm – Die Drachenjäger (Dragon Storm)
- 2006: The Big One – Das große Beben von San Francisco (Living the Quake)
- 2007: 2035 Nightmare Odyssey (Nightmare City 2035)
- 2020: Axcellerator
- 2022: Love Accidentally
- 2024: The Merry Gentlemen

### Fernsehserien
- 1985–1986: Der Denver-Clan (Dynasty, 8 Folgen)
- 1985–1987: Die Colbys – Das Imperium (Dynasty II – The Colbys, 49 Folgen)
- 1987: Hotel (Folge Pitfalls)
- 1988–1991: Mord ist ihr Hobby (Murder, She Wrote, 2 Folgen)
- 1990: Beverly Hills, 90210 (Folge Hollywood Highschool)
- 1990: Auf eigene Faust (Counterstrike, Folge Regal Connection)
- 1994: Dr. Quinn – Ärztin aus Leidenschaft (Dr. Quinn, Medicine Woman, 2 Folgen)
- 1995–1998: New Spider-Man (Spider-Man, Synchronisation)
- 1997: All My Children (2 Folgen)
- 1998: Veronica (Veronica’s Closet, Folge Veronica's Bridal Shower)
- 1999: Die Nanny (The Nanny, Folge The Fran in the Mirror)
- 2000: Nikita (La Femme Nikita, Folgen 4x05 Nikitas Hochzeit, 4x06 Anschlag in Den Haag)
- 2003–2004: Casualty (58 Folgen)
- 2009–2010: Emmerdale (158 Folgen)
- 2013: Modern Family (Folge Bad Hair Day)
- 2013: Navy CIS (Folge Revenge)
- 2015: Castle (Folge 7x16 Mord auf dem Mars)

## Auszeichnungen
Die Leser der Bravo wählten Maxwell Caulfield 1982 in der Kategorie männliche Filmstars zum Gewinner des Bravo Otto (vor Adriano Celentano und Arnold Schwarzenegger).